# Eschdell
Koordinaten: 49° 38′ 9″ N, 7° 55′ 20″ O
Das Naturschutzgebiet Eschdell liegt im Donnersbergkreis in Rheinland-Pfalz.
Das etwa acht ha große Gebiet, das im Jahr 1981 unter Naturschutz gestellt wurde, erstreckt sich nordwestlich der Ortsgemeinde Dannenfels. Unweit nördlich verläuft die Landesstraße L 394. Durch das Gebiet fließt der Eschbach.
Schutzzweck ist die Erhaltung des Ahorn-Eschenschluchtwaldes und der an diesen Biotop gebundenen Tier- und Pflanzengesellschaften, insbesondere des flächenhaften Vorkommens des Silberblattes (Lunaria rediviva), sowie die Sicherung der Naturwaldzelle aus wissenschaftlichen Gründen.